# Martha Chase
Martha Chase (Cleveland Heights, 30 november 1927 - Lorain (Ohio), 8 augustus 2003) was een Amerikaanse geneticus die in 1952 bijdroeg, met Alfred Hershey, aan de ontdekking dat DNA het erfelijk materiaal is. Het experiment van Hershey en Chase liet zien dat DNA, in plaats van proteïne, het molecuul is waarmee erfelijke informatie wordt doorgegeven.

## Biografie
Chase was in 1927 geboren in Cleveland Heights in Ohio, en had een zus, Ruth Chase (nu Ruth Daziel). Ze slaagde in 1950 aan het College of Wooster voor haar bachelordiploma, en werkte als een onderzoeksassistent voordat ze in 1959 begon aan haar PhD-opleiding aan de University of Southern California. In 1964 slaagde ze voor haar wetenschappelijke promotie in microbiologie.
Chase trouwde met Richard Epstein, maar het paar is snel gescheiden en hadden geen kinderen. Haar onderzoekscarrière eindigde in de jaren zestig. In haar latere leven kreeg Chase dementie. Ze overleed aan een longontsteking op 8 augustus 2003.

## Onderzoek
In 1950 begon Chase als een onderzoeksassistent bij Cold Spring Harbor Laboratory in het laboratorium van de geneticus Alfred Hershey. In 1952 voerde zij het experiment van Hershey en Chase uit, dat liet zien dat genetische informatie door DNA, in plaats van door proteïne, wordt doorgegeven. In het experiment labelden Hershey en Chase het DNA of de proteïne van de T2-faag (een virus dat bacteriën infecteert) met een radioactieve stof. Zo konden ze zien welk materiaal werd doorgegeven aan het E. coli bacterium - alleen het DNA werd doorgegeven. Dit liet zien dat DNA het erfelijk materiaal is. Voor deze ontdekking won Hershey de Nobelprijs voor Fysiologie of Geneeskunde, maar Chase kreeg geen erkenning.
In 1953 verliet Chase Cold Spring Harbor Laboratory en werkte met Gus Doermann bij Oak Ridge National Laboratory in Tennessee, en later bij de University of Rochester. In de jaren vijftig keerde Chase jaarlijks terug naar Cold Spring Harbor om mee te doen aan de bijeenkomsten van de Amerikaanse Faag Groep. In 1959 begon Chase met haar PhD-opleiding in het laboratorium van Giuseppe Bertani. Toen Bertani naar Zweden verhuisde, rondde Chase haar studie in 1964 af met Margaret Lieb.